# Liste der Baudenkmäler in Gelsenkirchen
Die Liste der Baudenkmäler in Gelsenkirchen enthält die denkmalgeschützten Bauwerke auf dem Gebiet der Stadt Gelsenkirchen in Nordrhein-Westfalen (Stand: 12. Januar 2022). Diese Baudenkmäler sind in der Denkmalliste der Stadt Gelsenkirchen eingetragen; Grundlage für die Aufnahme ist das Denkmalschutzgesetz Nordrhein-Westfalen (DSchG NRW).

## Liste der Baudenkmäler in Gelsenkirchen
| Bild | Bezeichnung | Lage | Beschreibung | Bauzeit                        | Eingetragen seit      | Denkmal- nummer   |
| --- | --- | --- | --- | ------------------------------ | --------------------- | ----------------- |
| weitere Bilder | Haus Berge | Buer Adenauerallee 103 Karte | | 1785–1788                      | 19.07.1988            | 181 (PDF)         |
| Wohn- und Geschäftshaus | Wohn- und Geschäftshaus | Buer Agathagasse 2 Karte | | 1908                           | 24.03.1988            | 159 (PDF)         |
| Wohn- und Geschäftshaus | Wohn- und Geschäftshaus | Buer Agathagasse 6 Karte | | 1905                           | 04.07.1988            | 174 (PDF; 1,1 MB) |
| Fachwerkgebäude | Fachwerkgebäude | Resse Ahornstraße 188 Karte | | 1887                           | 12.02.1990            | 241 (PDF)         |
| weitere Bilder | Siedlung Schüngelberg | Buer Albrechtstraße 1–42, Westfalenstraße 1–32, Holthauser Straße 20, 22–31, Schüngelbergstraße 2–48 (gerade) und 37–91 (ungerade), Gertrudstraße 1–33 (ungerade) und 2–42 (gerade), Ostfalenstraße 20–40 (gerade) Karte | | 1900–1916                      | 26.06.1987            | 122 (PDF)         |
| Siedlung Schievenfeld | Siedlung Schievenfeld | Erle Alleestraße 1, 2, 9, 31, 33 / Middelicher Straße 77 / Schievenstraße 28, 30, 32, 34 / Steigerstraße 2 Karte | ⊙ | 1910–1915                      | 01.04.1992            | 260 (PDF)         |
| weitere Bilder | ehemaliges Verwaltungsgebäude der Kokerei Alma | Ückendorf Almastraße (zwischen 79 und 91) Karte | nach Entwurf von Fritz Schupp und Martin Kremmer | 1927                           | 08.10.1987            | 141 (PDF; 850 kB) |
| Jüdischer Friedhof | Jüdischer Friedhof | Ückendorf Am Dördelmannshof / Günnigfelder Straße Karte | | 1926–1927                      | 07.04.1995            | 294               |
| ehem. Bergarbeitersiedlung Zeche Dahlbusch | ehem. Bergarbeitersiedlung Zeche Dahlbusch | Feldmark Am Eichenbusch 1–16 / Hördeweg 45-64 Karte | | 1873 1882                      | 30.03.1987            | 96                |
| ehemaliger Fachwerkhof „Im Krammwinkel“ | ehemaliger Fachwerkhof „Im Krammwinkel“ | Erle Am Hüttekotten 3a, 3b Karte | | 1722                           | 16.10.1984            | 13 (PDF; 132 kB)  |
| Kaiser-Wilhelm-Denkmal | Kaiser-Wilhelm-Denkmal | Resse Am Markt Karte | 1913 von den örtlichen nationalen Vereinen zum 25. Regierungsjubiläum Kaiser Wilhelm II. gestifteter Brunnen, so genannter „Jubiläums-Brunnen“. Beschreibung: In der Mitte eines kreisförmigen Brunnenbeckens erhebt sich über einem Sockel mit den Reliefs von vier Steinbockköpfen ein achteckiger Brunnenschaft. Dieser wird von vier, die deutschen Königreiche symbolisierenden, Putten bekrönt, die die Reichskrone mit ihrem Rücken halten. Künstler: Entwurf: Schulte-Umberg (Buer); Ausführung: Rudolf Zieseniss (Düsseldorf). Quelle: Karin Schwarz: Bürgerliche Selbstdarstellung im Ruhrgebiet zwischen 1871 und 1918. Die kommunalen Denkmäler einer Industrieregion. Dissertation, Band II: Verzeichnis der kommunalen Denkmäler zwischen 1838 und 1916. (PDF; 43 MB) Trier 2004, S. 226 (Objekt Nr. 221). | 1913                           | 22.07.1992            | 249 (PDF; 483 kB) |
| Evangelische Pauluskirche | Evangelische Pauluskirche | Resse Am Markt 15 Karte | | 1914–1916                      | 09.07.1981            | 1 (PDF)           |
| weitere Bilder | Evangelische Altstadtkirche | Altstadt Am Rundhöfchen 1 Karte | | 1954–1956                      | 08.01.1999            | 297 (PDF; 2,4 MB) |
| ehemaliger städtischer Schlachthof | ehemaliger städtischer Schlachthof | Heßler Am Schlachthof / Grothusstraße Karte | ⊙ | 1910–1912                      | 24.09.1987            | 131 (PDF; 1,8 MB) |
| Siedlung Am Schlagbaum | Siedlung Am Schlagbaum | Hassel Am Schlagbaum 1–56 Karte | | 1920                           | 25.08.1997            | 303 (PDF)         |
| Mahnmal für die Opfer der Grubenunglücke vom 14. Oktober 1937 und 26. Juni 1955 auf der Zeche Nordstern                                                        | Mahnmal für die Opfer der Grubenunglücke vom 14. Oktober 1937 und 26. Juni 1955 auf der Zeche Nordstern                                                        | Horst Am Schleusengraben / Gelsenbergstraße Karte | Bildhauer: Joseph Enseling | 1937                           | 02.09.2008            | 337 (PDF)         |
| Wegekapelle „Kreuz-Kapelle“ | Wegekapelle „Kreuz-Kapelle“ | Buer Am Spritzenhaus / Röckstraße / Urbanusstraße Karte | | 1931                           | 10.05.1989            | 221 (PDF; 388 kB) |
| Sparkassengebäude | Sparkassengebäude | Horst An der Rennbahn 2 Karte | | 1930                           | 12.05.2000            | 310 (PDF)         |
| Wohn- und Geschäftshaus | Wohn- und Geschäftshaus | Altstadt Augustastraße 11 Karte | | 1902                           | 29.10.1986            | 59 (PDF)          |
| Wohnhausgruppe | Wohnhausgruppe | Bulmke-Hüllen Augustastraße 33–57 (ungerade) Karte | | 1905–1906                      | 10.05.1989            | 217 (PDF; 165 kB) |
| Schulgebäude | Schulgebäude | Bulmke-Hüllen Augustastraße 52/54 Karte | Berufskolleg für Wirtschaft und Verwaltung in der Stadt Gelsenkirchen | 1923–1925                      | 12.05.1989            | 219 (PDF; 149 kB) |
| weitere Bilder | Katholische Propsteikirche St. Augustinus | Altstadt Bahnhofstraße 4 Karte | | 1873                           | 05.09.1986            | 40 (PDF; 294 kB)  |
| ehemaliges Kaufhaus WEKA | ehemaliges Kaufhaus WEKA | Altstadt Bahnhofstraße 55-65 / Augustastraße 1 / Weberstraße Karte | | 1908 1926 erweitert            | 02.12.1986            | 63 (PDF)          |
| Fenster des alten Hauptbahnhofs und einige Fassadenelemente am Südausgang des heutigen Bahnhofs, Entwurf: Franz Marten                                         | Fenster des alten Hauptbahnhofs und einige Fassadenelemente am Südausgang des heutigen Bahnhofs, Entwurf: Franz Marten                                         | Altstadt vor Bahnhofstraße 78–84 und Südausgang Bahnhof Karte | ⊙ | 1949                           | 13.07.2005            | 334 (PDF; 607 kB) |
| Straßenfassade des Wohn- und Geschäftshauses | Straßenfassade des Wohn- und Geschäftshauses | Altstadt Bahnhofstraße 85 Karte | früher: Hotel Berliner Hof | 1906                           | 21.08.1986            | 38 (PDF; 1,1 MB)  |
| Straßenfassade des Wohn- und Geschäftshauses | Straßenfassade des Wohn- und Geschäftshauses | Altstadt Bahnhofstraße 85a Karte | | 1904                           | 21.08.1986            | 39 (PDF)          |
| weitere Bilder | ehemalige Hauptpost | Altstadt Bahnhofsvorplatz 3 Karte | jetzt Verwaltungsgericht Gelsenkirchen | 1908–1910                      | 14.09.1984            | 8 (PDF; 127 kB)   |
| Doppelhaushälfte mit wandfester Ausstattung, Vorgarten, rückwärtiger Gartenfläche ohne Binnenstruktur und Bepflanzung sowie Einfriedung und Gerätehäuschen     | Doppelhaushälfte mit wandfester Ausstattung, Vorgarten, rückwärtiger Gartenfläche ohne Binnenstruktur und Bepflanzung sowie Einfriedung und Gerätehäuschen     | Buer Beckeradstraße 23 Karte | | 1922 1926                      |                       | 339 (PDF; 148 kB) |
| Doppelhaushälfte | Doppelhaushälfte | Buer Beckeradstraße 25 Karte | | um 1922                        |                       | 339 (PDF; 148 kB) |
| Katholische Pfarrkirche Mariae Himmelfahrt, Pfarrhaus und ehemalige Kaplanei                                                                                   | Katholische Pfarrkirche Mariae Himmelfahrt, Pfarrhaus und ehemalige Kaplanei                                                                                   | Rotthausen Beethovenstraße 11/Richard-Wagner-Straße 1/Haydnstraße 16/18 Karte | ⊙ | 1893–1894                      | 23.08.1993            | 280 (PDF; 1,9 MB) |
| Kriegerdenkmal | Kriegerdenkmal | Rotthausen Beethovenstraße Karte | | 1937                           | 10.12.1987            | 152 (PDF; 126 kB) |
| weitere Bilder | ehemalige Zeche Bergmannsglück: Fördermaschinenhaus zu Schacht 2 mit Zwillingsdampffördermaschine (III) und Treibscheibe                                       | Hassel Bergmannsglückstraße 13 Karte | | 1911                           |                       | 340 (PDF; 196 kB) |
| Wohnhaus | Wohnhaus | Altstadt Beskenstraße 27 Karte | Gebäude aus der Gründungsphase Alt-Gelsenkirchens | 1860–1870                      | 08.12.1987            | 151 (PDF)         |
| Wohnhaus | Wohnhaus | Altstadt Beskenstraße 38 Karte | ⊙ Gebäude aus der Gründungsphase Alt-Gelsenkirchens | 1860–1870                      | 04.11.1987            | 145 (PDF)         |
| Evangelisches Gemeindezentrum der Markus-Gemeinde mit Kirche einschließlich Prinzipalien und Glocken, Turm, Gemeindehaus und Kindergarten                      | Evangelisches Gemeindezentrum der Markus-Gemeinde mit Kirche einschließlich Prinzipalien und Glocken, Turm, Gemeindehaus und Kindergarten                      | Hassel Biele 1 Karte | | 1954–1955                      | 06.07.2004            | 326 (PDF)         |
| Wohnhaus | Wohnhaus | Altstadt Bismarckstraße 39 Karte | bürgerliche Mietshäuser um die Jahrhundertwende | 1902                           | 27.02.1987            | 91 (PDF)          |
| Wohnhaus | Wohnhaus | Altstadt Bismarckstraße 41 Karte | bürgerliche Mietshäuser um die Jahrhundertwende | 1905                           | 23.02.1987            | 90 (PDF)          |
| Wohnhaus | Wohnhaus | Altstadt Bismarckstraße 43 Karte | bürgerliche Mietshäuser um die Jahrhundertwende | 1904                           | 27.02.1987            | 92 (PDF)          |
| Wohn- und Geschäftshaus | Wohn- und Geschäftshaus | Altstadt Bismarckstraße 49–51 / Hauptstraße 80 Karte | Wohn- und Geschäftshaus „Friese“ von Architekt Theodor Waßer (Backsteinexpressionismus) am „Stern“ (fünfstrahlige Straßenkreuzung auf der Bismarckstraße) | 1926–1927                      | 07.07.1987            | 124 (PDF; 713 kB) |
| ehemaliges Postgebäude | ehemaliges Postgebäude | Bismarck Bismarckstraße 177 Karte | Postgebäude aus der Kaiserzeit | 1891                           | 06.05.1988            | 163 (PDF)         |
| Wohn- und Geschäftshaus mit Praxis | Wohn- und Geschäftshaus mit Praxis | Bismarck Bismarckstraße 192 / Christinenstraße 1 Karte | früheres Arzthaus (Nr. 192 ist das Eckhaus, Haus Nr. 194 links daneben gehörte mit zu dem Arzthaus-Ensemble) | 1912                           | 21.10.1988            | 187 (PDF; 126 kB) |
| Wohn- und Geschäftshaus | Wohn- und Geschäftshaus | Bismarck Bismarckstraße 194 Karte | jetzt Bezirksdienststelle Bismarckstraße der Gelsenkirchener Polizei (Bild wie vor, linkes Haus) | 1912                           | 21.10.1988            | 188 (PDF; 596 kB) |
| weitere Bilder | Doppelstrebengerüst Schachtanlage Consolidation Schacht 9 und zwei Zwillingsdampffördermaschinen                                                               | Bismarck Bismarckstraße / Klarastraße 6, 8 (Maschinenhäuser) Karte | | 1922                           | 23.02.1987            | 83 (PDF; 585 kB)  |
| weitere Bilder | Seilstützkonstruktion über Schacht 4 der Zeche Consolidation mit Maschinenhaus und Fördermaschine                                                              | Bismarck Bismarckstraße 238 Karte | | 1958                           | 20.04.2001            | 316 (PDF)         |
| weitere Bilder | Ev. Bleckkirche | Bismarck Bleckstraße / Grimberger Allee Karte | | 1735                           | 24.01.1989            | 209 (PDF; 1,0 MB) |
| Zooeingang mit Nebengebäuden | Zooeingang mit Nebengebäuden | Bismarck Bleckstraße 64 Karte | | 1949                           | 20.05.2000            | 313 (PDF)         |
| Wohnhausgruppe | Wohnhausgruppe | Schalke Blumendelle 26/28 / Liebfrauenstraße 43–55 Karte | Mehrfamilienhäuser der so genannten „Siedlung Blumendelle“ von Architekt Josef Franke (Backsteinexpressionismus) | 1926                           | 21.04.1989            | 220 (PDF; 183 kB) |
| Gießerei Thyssen | Gießerei Thyssen | Ückendorf Bochumer Straße 86 Karte | ehem. Verwaltungsgebäude der Gelsenkirchener Gußstahl- und Eisenwerke AG (später Thyssen) von Architekt Theodor Waßer; von 1993 bis Januar 2016 Sitz des Arbeitsgerichts Gelsenkirchen | 1916–1919                      | 28.02.1985            | 17 (PDF; 758 kB)  |
| Teile einer Geschäftsstraße um die Jahrhundertwende | Teile einer Geschäftsstraße um die Jahrhundertwende | Ückendorf Bochumer Straße 96, 98 Karte | Wohn- und Geschäftshaus | 1888                           | 15.12.1986            | 70 (PDF)          |
| Teile einer Geschäftsstraße um die Jahrhundertwende | Teile einer Geschäftsstraße um die Jahrhundertwende | Ückendorf Bochumer Straße 100 Karte | Wohn- und Geschäftshaus | 1888                           | 15.12.1986            | 71 (PDF)          |
| Teile einer Geschäftsstraße um die Jahrhundertwende | Teile einer Geschäftsstraße um die Jahrhundertwende | Ückendorf Bochumer Straße 102 Karte | Wohn- und Geschäftshaus | 1898                           | 15.12.1986            | 72 (PDF)          |
| Teile einer Geschäftsstraße um die Jahrhundertwende | Teile einer Geschäftsstraße um die Jahrhundertwende | Ückendorf Bochumer Straße 104 Karte | Wohn- und Geschäftshaus | 1897                           | 15.12.1986            | 73 (PDF)          |
| Teile einer Geschäftsstraße um die Jahrhundertwende | Teile einer Geschäftsstraße um die Jahrhundertwende | Ückendorf Bochumer Straße 106 Karte | Wohn- und Geschäftshaus | 1896                           | 15.12.1986            | 74 (PDF)          |
| Teile einer Geschäftsstraße um die Jahrhundertwende | Teile einer Geschäftsstraße um die Jahrhundertwende | Ückendorf Bochumer Straße 108 Karte | Wohn- und Geschäftshaus | 1897                           | 15.12.1986            | 75 (PDF)          |
| BW | Teile einer Geschäftsstraße um die Jahrhundertwende | Ückendorf Bochumer Straße 110 Karte | Wohn- und Geschäftshaus | 1898                           | 15.12.1986            | 76 (PDF)          |
| BW | Teile einer Geschäftsstraße um die Jahrhundertwende | Ückendorf Bochumer Straße 114 Karte | Wohn- und Geschäftshaus | 1902                           | 15.12.1986            | 78 (PDF)          |
| weitere Bilder | Kath. Pfarrkirche Heilig Kreuz | Ückendorf Bochumer Straße 115 Karte | | 1927–1929                      | 22.09.1986            | 43 (PDF; 233 kB)  |
| BW | Brandwand mit Werbeschriftzug | Ückendorf Bochumer Straße 165 Karte | | um 1910–1917                   | 28.10.2021            | 352 (PDF; 487 kB) |
| ehem. Villa des Wasserwerk-Direktors | ehem. Villa des Wasserwerk-Direktors | Ückendorf Bochumer Straße 207 Karte | von Architekt Josef Franke | 1911                           | 09.01.1987            | 67 (PDF)          |
| ehem. Direktorenvilla der Gelsenkirchener Bergwerks-AG | ehem. Direktorenvilla der Gelsenkirchener Bergwerks-AG | Ückendorf Bochumer Straße 209 Karte | | 1906                           | 18.12.1986            | 66 (PDF; 193 kB)  |
| ehem. Direktorenvilla der Rheinelbe Bergwerks-AG | ehem. Direktorenvilla der Rheinelbe Bergwerks-AG | Ückendorf Bochumer Straße 214 Karte | Zeche Rheinelbe, mehrfach umgebaut | 1899                           | 06.10.1987            | 139 (PDF)         |
| Straßen- und Eingangsfront | Straßen- und Eingangsfront | Ückendorf Bochumer Straße 223 (Ensemble) Karte | | 1907                           | 01.02.1990            | 239 (PDF)         |
| Villa | Villa | Ückendorf Bochumer Straße 224 (Ensemble) Karte | | 1893                           | 08.08.1986            | 33 (PDF)          |
| bürgerl. Wohnhaus | bürgerl. Wohnhaus | Ückendorf Bochumer Straße 226 (Ensemble) Karte | | 1884                           | 27.03.1987            | 106 (PDF)         |
| Fassade eines bürgerl. Wohnhauses | Fassade eines bürgerl. Wohnhauses | Ückendorf Bochumer Straße 228 (Ensemble) Karte | | 1893                           | 27.03.1987            | 107 (PDF)         |
| bürgerl. Wohnhaus | bürgerl. Wohnhaus | Ückendorf Bochumer Straße 230 (Ensemble) Karte | | 1896                           | 27.03.1987            | 108 (PDF)         |
| Gebäude aus der Gründungsphase Ückendorfs | Gebäude aus der Gründungsphase Ückendorfs | Ückendorf Bochumer Straße 232 (Ensemble) Karte | Wohnhaus des Historismus | 1896                           | 26.02.1987            | 93 (PDF)          |
| Gebäude aus der Gründungsphase Ückendorfs | Gebäude aus der Gründungsphase Ückendorfs | Ückendorf Bochumer Straße 235 (Ensemble) Karte | Wohnhaus des Historismus | 1899                           | 27.03.1987            | 109 (PDF)         |
| bürgerl. Wohnhaus aus der Jahrhundertwende | bürgerl. Wohnhaus aus der Jahrhundertwende | Neustadt Bokermühlstraße 25 Karte | | 1902                           | 01.06.1988            | 170 (PDF; 120 kB) |
| Ladenpavillon | Ladenpavillon | Neustadt Bokermühlstraße 67 Karte | | 1958                           | 22.02.2001            | 314 (PDF)         |
| ehem. Hof Ressemann | ehem. Hof Ressemann | Resse Böningstraße 166 Karte | | 1817                           | 12.02.1990            | 242 (PDF)         |
| ehem. Schacht Oberschuir der Zeche Consolidation | ehem. Schacht Oberschuir der Zeche Consolidation | Feldmark Boniverstraße 32 Karte | Betriebsgebäude von Schacht Oberschuir (Schacht 8 der ehem. Zeche Consolidation), 1906 abgeteuft, 1908 für Seilfahrt und Bewetterung eingerichtet, 1909 eingeweiht und lange als Ausbildungsschacht für den bergmännischen Nachwuchs genutzt; der Betrieb als Wetterschacht endete 1981. | 1907–1909                      | 24.04.1985            | 19 (PDF; 566 kB)  |
| weitere Bilder | Siedlung Spinnstuhl | Hassel Brakestraße 13, 15 / Marler Straße 8, 10 / Spinnstuhl 1, 2, 3, 3a, 4, 4a, 5, 6, 8 / Rockenstraße 15, 18, 20 / Flachsstraße 8, 10 Karte                                                                            | | 1926–1928                      | 17.04.1989            | 218 (PDF; 379 kB) |
| Hof Sellhorst | Hof Sellhorst | Resse Brauckstraße 145 Karte | | 1825                           | 12.02.1990            | 240 (PDF)         |
| Hof Holz (Gebäudekomplex aus Wohnhaus, dreiflügeligem Wirtschaftsteil, Backhaus und Einfriedigung)                                                             | Hof Holz (Gebäudekomplex aus Wohnhaus, dreiflügeligem Wirtschaftsteil, Backhaus und Einfriedigung)                                                             | Beckhausen Braukämperstraße 80 Karte | | 2. Hälfte des 18. Jahrhunderts | 13.01.2006            | 335 (PDF; 146 kB) |
| Leibniz-Gymnasium | Leibniz-Gymnasium | Buer Breddestraße 21 Karte | | 1907–1908                      | 27.12.1988            | 202 (PDF; 640 kB) |
| Wohnhauszeile | Wohnhauszeile | Buer Breddestraße 24, 26, 28 Karte | | 1926–1927                      | 14.09.1984            | 11 (PDF; 4,9 MB)  |
| Verwaltungsgebäude, Lohnhalle, Waschkaue, Lampenstube und Gesundheitshaus der ehem. Zeche Hugo 2/5/8                                                           | Verwaltungsgebäude, Lohnhalle, Waschkaue, Lampenstube und Gesundheitshaus der ehem. Zeche Hugo 2/5/8                                                           | Buer Brößweg Karte | | 1952–1955                      | 20.05.2003            | 321 (PDF)         |
| ehem. Schulgebäude mit Denkmal | ehem. Schulgebäude mit Denkmal | Buer Brößweg 16 Karte | | 1924                           | 02.06.1993            | 274 (PDF; 1,1 MB) |
| Siedlung der Zeche Hugo | Siedlung der Zeche Hugo | Buer Brößweg 33–39 (ungerade) / Düppelstraße 14–28 (gerade) / Franzstraße 2–14 (gerade) / Hüchtebrockstraße 2–12, 1–7 / Steinmetzstraße 28–38, 29–39 Karte                                                               | | 1908–1910                      | 13.09.1993            | 283 (PDF)         |
| weitere Bilder | Zuschauertribüne Glückauf-Kampfbahn, Spielfeld mit Wall, Laufbahn, Gedenkstätte                                                                                | Schalke-Nord Caubstraße / Kurt-Schumacher-Straße 145 Karte | | 1936                           | 31.10.1986            | 60 (PDF; 1,6 MB)  |
| ehem. Bahnhofsgebäude Schalke-Nord | ehem. Bahnhofsgebäude Schalke-Nord | Schalke-Nord Caubstraße 27, 29 Karte | Empfangsgebäude des Bahnhofs | 1930–1931                      | 31.05.1985            | 21 (PDF; 127 kB)  |
| Fassaden der Wohnhausgruppe mit Hauseingangstüren | Fassaden der Wohnhausgruppe mit Hauseingangstüren | Bulmke-Hüllen Chattenstraße 33–43 (ungerade), 61–71 (ungerade), 38, 42/44, 58/60, 66/68 / Ilsestraße 2, 4, 5, 7, 9 / Wanner Straße 193, 195 Karte                                                                        | | 1894                           | 05.03.1998            | 302 (PDF; 4,0 MB) |
| Mietshäuser vom Ende des 19. Jahrhunderts | Mietshäuser vom Ende des 19. Jahrhunderts | Ückendorf Claire-Waldoff-Straße 6a, 6b Karte | Mehrfamilienwohnhäuser | 1892                           | 02.10.1987            | 135 (PDF)         |
| Mietshäuser vom Ende des 19. Jahrhunderts | Mietshäuser vom Ende des 19. Jahrhunderts | Ückendorf Claire-Waldoff-Straße 6c, 6d Karte | Mehrfamilienwohnhäuser | 1892                           | 02.10.1987            | 136 (PDF)         |
| ehem. Kaufhausdirektoren-Villa | ehem. Kaufhausdirektoren-Villa | Buer Cranger Straße 46 Karte | | 1927–1928                      | 25.08.1989            | 228 (PDF)         |
| ehem. Bankdirektoren-Villa | ehem. Bankdirektoren-Villa | Buer Cranger Straße 51 Karte | | 1923                           | 07.01.1988            | 154 (PDF)         |
| weitere Bilder | Kiosk | Buer Cranger Straße 51a Karte | | 1938                           | 02.06.1993            | 275 (PDF; 902 kB) |
| Einfamilienhaus mit Hausmeisterwohnhaus | Einfamilienhaus mit Hausmeisterwohnhaus | Buer Cranger Straße 74, 74a Karte | | 1952–1953                      | 11.08.1997            | 298 (PDF; 536 kB) |
| ehem. Kötterhaus | ehem. Kötterhaus | Erle Cranger Straße 188a Karte | | 1803                           | 31.08.1988            | 184 (PDF; 650 kB) |
| ehem. Villa des Direktors der Zeche Graf Bismarck | ehem. Villa des Direktors der Zeche Graf Bismarck | Erle Cranger Straße 228 Karte | | 1906–1907                      | 27.12.1989            | 236 (PDF; 1,1 MB) |
| Ein-Mann-Bunker | Ein-Mann-Bunker | Erle Grünweg zwischen Cranger Straße 246 und 248 Karte | | 1942–1943                      | 08.04.2005            | 331 (PDF; 860 kB) |
| BW | Wandinschrift im ehem. Zimmer des NSDAP-Ortsgruppenleiters | Erle Cranger Straße 323 Karte | 1986 wiederentdecktes Parteiprogramm der NSDAP als Wandinschrift im ehem. Zimmer des NSDAP-Ortsgruppenleiters. Im Gebäude befindet sich seit 1994 die Dokumentationsstätte „Gelsenkirchen im Nationalsozialismus“ | 1920                           | 05.04.1989            | 216 (PDF; 531 kB) |
| Ev. Pfarrkirche Dreifaltigkeit | Ev. Pfarrkirche Dreifaltigkeit | Erle Cranger Straße 327 Karte | Evangelische Dreifaltigkeitskirche von Architekt Karl Siebold | 1902–1903                      | 14.10.1993            | 285 (PDF; 394 kB) |
| Wohnhauszeile | Wohnhauszeile | Erle Cranger Straße 377–383, 395–401 (ungerade) Karte | ⊙ | 1927                           | 04.07.1988            | 176 (PDF; 1,1 MB) |
| ehem. Forsthaus | ehem. Forsthaus | Erle Cranger Straße 406 Karte | | 1878                           | 15.12.1983            | 4 (PDF; 558 kB)   |
| Villa | Villa | Buer De-la-Chevallerie-Straße 15 Karte | | 1913                           | 11.04.1988            | 162 (PDF)         |
| Tiefbunker | Tiefbunker | Buer De-la-Chevallerie-Straße / Springestraße / Springemarkt Karte | | 1939                           | 16.12.1998            | 307 (PDF)         |
| Siedlung Devensstraße | Siedlung Devensstraße | Horst Devensstraße 40–50 (gerade) / Hesterkampsweg 1–7 (ungerade) und 2–24 (gerade) / Harthorststraße 2–18 (gerade) Karte                                                                                                | | 1953–1954                      | 16.06.1994            | 289 (PDF)         |
| Villa für den ehem. Chefarzt des Marienhospitals | Villa für den ehem. Chefarzt des Marienhospitals | Buer Dorstener Straße 2 Karte | Richtig: ehem. Dienstvilla des Chefarztes | 1910                           | 19.11.1987            | 148 (PDF; 819 kB) |
| weitere Bilder | Steinbogenbrücke über die Fleuthe | Bismarck (zwischen Dorstener Straße und Willy-Brandt-Allee) Karte | | 1853                           | 02.04.1992            | 259 (PDF)         |
| alter Friedhof Buer mit jüdischem Friedhof | alter Friedhof Buer mit jüdischem Friedhof | Buer Dorstener Straße / Mühlenstraße Karte | | 1886                           | 16.03.1995            | 292 (PDF; 1,4 MB) |
| ehem. Beamtenwohnhäuser | ehem. Beamtenwohnhäuser | Buer Droste-Hülshoff-Straße 1–21 / Hermann-Löns-Straße 5 und 7–15 Karte | | 1926–1929                      | 10.01.1991            | 251 (PDF)         |
| weitere Bilder | Fassaden des Hans-Sachs-Hauses | Altstadt Ebertstraße 15 / Munckelstraße 4 / Vattmannstraße 7 Karte | | 1924–1927                      | 06.05.1986            | 23 (PDF; 928 kB)  |
| weitere Bilder | Schachtanlage Westerholt des Bergwerks Lippe | Hassel Egonstraße 4 Karte | | ab 1909                        | 30.08.2016            | 341 (PDF; 155 kB) |
| Mietshausarchitektur aus der Jahrhundertwende | Mietshausarchitektur aus der Jahrhundertwende | Altstadt Elisabethstraße 19 Karte | Mehrfamilienwohnhaus um 1900 | 1885                           | 12.07.1988            | 179 (PDF; 1,2 MB) |
| Mietshausarchitektur aus der Jahrhundertwende | Mietshausarchitektur aus der Jahrhundertwende | Altstadt Elisabethstraße 21 Karte | Mehrfamilienwohnhaus um 1900 | 1900                           | 12.07.1988            | 180 (PDF; 647 kB) |
| ehem. Ballin-Haus | ehem. Ballin-Haus | Bulmke-Hüllen Elisenstraße 19 Karte | von Architekt Josef Franke (Expressionismus); Wohnhaus mit Atelier des Malers Andreas Wilhelm Ballin | 1924–1925                      | 17.10.1988            | 190 (PDF)         |
| Fachwerkhaus | Fachwerkhaus | Buer Emil-Zimmermann-Allee 27 Karte | ehem. Nebengebäude von Haus Berge | 1850                           | 31.08.1988            | 183 (PDF)         |
| Gemeinschaftsgrabstätte und Denkmal (Unglück 29.09.1947) | Gemeinschaftsgrabstätte und Denkmal (Unglück 29.09.1947) | Bismarck Erdbrüggenstraße Karte | Gräberfeld mit Denkmal für die Opfer des Grubenunglücks vom 29. September 1947 | 1949                           | 13.07.2005            | 332 (PDF)         |
| weitere Bilder | ehem. Arbeitersiedlung der Zeche Consolidation | Bismarck Erdbrüggenstraße 1–12 / Kanalstraße 6–10 Karte | ⊙ | 1898 1907                      | 26.06.1987            | 121 (PDF; 777 kB) |
| weitere Bilder | Kath. Pfarrkirche St. Hippolytus einschl. 4 Beichtstühle | Horst Essener Straße 11 Karte | | 1896–1899                      | 15.12.1992            | 270 (PDF)         |
| Gebäude aus der Gründungsphase des Stadtteils Resse | Gebäude aus der Gründungsphase des Stadtteils Resse | Resse Ewaldstraße 42 Karte | | 1907                           | 23.01.1990            | 237 (PDF)         |
| Wohnhaus mit Innen- und Außenanlagen | Wohnhaus mit Innen- und Außenanlagen | Heßler Fersenbruch 38/40 Karte | | 1949–1950                      | 06.07.2018            | 342 (PDF; 230 kB) |
| Hofanlage | Hofanlage | Heßler Fersenbruch 142 Karte | | ab 1895                        | 29.11.2018            | 346 (PDF; 255 kB) |
| ehem. Arztwohnhaus | ehem. Arztwohnhaus | Ückendorf Festweg 4 Karte | | 1910                           | 02.06.1993            | 276 (PDF; 102 kB) |
| Ensemble mit Haus Nr. 11 | Ensemble mit Haus Nr. 11 | Ückendorf Festweg 9 Karte | | 1894                           | 12.03.1987            | 94 (PDF)          |
| Wohnhaus aus der Jahrhundertwende | Wohnhaus aus der Jahrhundertwende | Ückendorf Festweg 10 Karte | | 1902                           | 08.08.1986            | 34 (PDF)          |
| Ensemble mit Haus Nr. 9 | Ensemble mit Haus Nr. 9 | Ückendorf Festweg 11 Karte | | 1901                           | 12.03.1987            | 95 (PDF; 194 kB)  |
| ehem. Pfarrhaus der Nicolai-Kirche | ehem. Pfarrhaus der Nicolai-Kirche | Ückendorf Flöz Sonnenschein 60 Karte | | 1898–1899                      | 05.12.1986            | 69 (PDF)          |
| „Timpert-Haus“ | „Timpert-Haus“ | Erle Frankampstraße 27a Karte | | um 1832                        | 28.11.1986            | 64 (PDF)          |
| bürgerl. Wohn-/Geschäftshaus aus der Jh.wende | bürgerl. Wohn-/Geschäftshaus aus der Jh.wende | Schalke Franz-Bielefeld-Straße 35 Karte | | 1905                           | 04.07.1988            | 175 (PDF; 1,7 MB) |
| weitere Bilder | Kath. Pfarrkirche St. Georg | Schalke Franz-Bielefeld-Straße 38 Karte | | 1906–1908                      | 01.09.1988            | 185 (PDF)         |
| Pfarrhaus der Gemeinde St. Georg | Pfarrhaus der Gemeinde St. Georg | Schalke Franz-Bielefeld-Straße 40 Karte | | 1907                           | 28.01.1987            | 80 (PDF; 2,2 MB)  |
| Liebfrauenstift | Liebfrauenstift | Schalke Franz-Bielefeld-Straße 42 Karte | | 1913–1915                      | 28.01.1987            | 79 (PDF)          |
| qualitätvolle Gestaltung aus der Jahrhundertwende | qualitätvolle Gestaltung aus der Jahrhundertwende | Schalke Franz-Bielefeld-Straße 44 Karte | Wohnhaus | 1905–1906                      | 23.02.1987            | 84 (PDF; 116 kB)  |
| Kath. Pfarrkirche St. Franziskus | Kath. Pfarrkirche St. Franziskus | Bismarck Franziskusstraße 7 Karte | | 1903–1904                      | 23.08.1993            | 282 (PDF)         |
| Wohnhaus | Wohnhaus | Erle Friedenstraße 8 Karte | | 1900                           | 30.08.1989            | 230 (PDF; 528 kB) |
| Hof Rohmann | Hof Rohmann | Scholven Fünfhäuserweg 20a Karte | | 1836                           | 15.03.1990            | 244 (PDF)         |
| Teil der ehem. Arbeitersiedlung „Kolonie Funkenburg“ der Zeche Consolidation                                                                                   | Teil der ehem. Arbeitersiedlung „Kolonie Funkenburg“ der Zeche Consolidation                                                                                   | Schalke Funkenburg 3 Karte | | 1885                           | 14.12.1989            | 235 (PDF)         |
| Lohnhalle, Waschkaue, Verwaltungsgebäude, Remise, Gefolgschaftsheim mit Pförtnerloge, Grünanlage mit Stützmauern und Treppen der ehem. Zeche Consolidation 1/6 | Lohnhalle, Waschkaue, Verwaltungsgebäude, Remise, Gefolgschaftsheim mit Pförtnerloge, Grünanlage mit Stützmauern und Treppen der ehem. Zeche Consolidation 1/6 | Schalke Gewerkenstraße 30, 32 Karte | | 1930er/1940er Jahre            | 10.12.2002            | 319 (PDF; 153 kB) |
| ehem. Hof Becks | ehem. Hof Becks | Beckhausen Giebelstraße 99a Karte | | Mitte des 19. Jahrhunderts     | 02.08.1989            | 225 (PDF)         |
| Doppelwohnhaus | Doppelwohnhaus | Buer Goethestraße 17, 19 Karte | | 1924                           | 29.06.2020            | 351 (PDF; 860 kB) |
| weitere Bilder | Rathaus Buer (Altbau mit Eingangshalle) | Buer Goldbergstraße 12 / Rathausplatz 2 Karte | | 1912                           | 23.11.1988            | 200 (PDF; 217 kB) |
| BW | Paternoster | Buer Goldbergstraße 12 / Rathausplatz 2 Karte | Paternosteraufzug im Rathaus | 1953                           | 23.11.1988            | 199 (PDF; 349 kB) |
| Ehem. Reichsbank | Ehem. Reichsbank | Buer Goldbergstraße 14 Karte | Gebäude der ehem. Reichsbank-Nebenstelle Buer | 1926–1927                      | 21.05.1986            | 26 (PDF)          |
| Bronze-Plastik in der Grünanlage (Olympia) Fritz Klimsch-Berlin                                                                                                | Bronze-Plastik in der Grünanlage (Olympia) Fritz Klimsch-Berlin                                                                                                | Buer Goldbergstraße Karte | Frauenskulptur „Olympia“ des Bildhauers Fritz Klimsch, aufgestellt in der Grünanlage gegenüber dem Rathaus Buer | 1937                           | 19.06.1990            | 248 (PDF; 160 kB) |
| Kriegerdenkmal | Kriegerdenkmal | Heßler Grawenhof Karte | Westfriedhof | 1926                           | 10.11.1988            | 191 (PDF)         |
| Trauerhalle | Trauerhalle | Heßler Grawenhof 25 Karte | Westfriedhof | 1912                           | 16.01.1985            | 15 (PDF)          |
| ehem. landwirtsch. Hofanlage des Hauses Grimberg | ehem. landwirtsch. Hofanlage des Hauses Grimberg | Bismarck Greitenstieg 8 Karte | | 1834                           | 02.05.1984            | 7 (PDF; 1,1 MB)   |
| Vittinghoff-Siedlung | Vittinghoff-Siedlung | Schalke Grillostraße 131–137 (ungerade) / Wilhelminenstraße 84–90 (gerade) Karte | | 1926–1928                      | 17.03.1989            | 215 (PDF)         |
| Grillodenkmal | Grillodenkmal | Schalke Grillostraße / Kurt-Schumacher-Straße Karte | | 1954                           | 19.07.1993            | 279 (PDF; 119 kB) |
| Ringlokschuppen und diverse Gebäude | Ringlokschuppen und diverse Gebäude | Bismarck Grimbergstraße 18 u. a. Karte | | 1920                           | 25.07.1991            | 250 (PDF; 121 kB) |
| Volkshaus | Volkshaus | Rotthausen Grüner Weg 3 Karte | von Architekt Alfred Fischer | 1920                           | 07.05.1984            | 6 (PDF; 1,6 MB)   |
| jüdischer Friedhof | jüdischer Friedhof | Ückendorf Günnigfelder Straße / Am Dördelmannshof Karte | | 1926–1927                      | 07.04.1995            | 294 (PDF)         |
| BW | Verwalterhaus am Südfriedhof | Ückendorf Günnigfelder Straße 88 Karte | Architekt: Wilhelm Wagner | nach 1906                      | 04.04.2019            | 345 (PDF; 1,5 MB) |
| Hallenbad Buer | Hallenbad Buer | Buer Gustav-Bär-Platz 1 (früher: Maelostraße 17) Karte | | 1955–1958                      | 02.04.1992            | 254 (PDF)         |
| bürgerl. Geschäftshaus der Jahrhundertwende | bürgerl. Geschäftshaus der Jahrhundertwende | Buer Hagenstraße 34 Karte | | 1900                           | 23.05.1989            | 222 (PDF; 2,0 MB) |
| bürgerl. Geschäftshaus der Vorkriegszeit | bürgerl. Geschäftshaus der Vorkriegszeit | Buer Hagenstraße 48 Karte | | 1913                           | 15.03.1990            | 243 (PDF; 586 kB) |
| ehem. Paul-Gerhardt-Schule | ehem. Paul-Gerhardt-Schule | Feldmark Hans-Böckler-Allee 53 Karte | | 1955                           | 05.06.2001            | 317 (PDF)         |
| bürgerl. Wohn-/Geschäftshaus der Vorkriegszeit | bürgerl. Wohn-/Geschäftshaus der Vorkriegszeit | Altstadt Hauptstraße 7, 9 Karte | | 1912–1913                      | 11.08.1987            | 127 (PDF)         |
| Fassade | Fassade | Altstadt Hauptstraße 16 Karte | Wohn- und Geschäftshaus, Architektur des Historismus | 1893                           | 13.05.1993            | 273 (PDF)         |
| eines der ältesten Häuser der Altstadt | eines der ältesten Häuser der Altstadt | Altstadt Hauptstraße 30 Karte | | 1811                           | 06.05.1986            | 25 (PDF)          |
| städt. Architektur von Alt-GE um die Jahrhundertwende | städt. Architektur von Alt-GE um die Jahrhundertwende | Altstadt Hauptstraße 50 Karte | Wohn- und Geschäftshaus um 1900 | 1899                           | 08.08.1986            | 31 (PDF)          |
| Straßenbahndepot mit Verwaltung | Straßenbahndepot mit Verwaltung | Altstadt Hauptstraße 55 Karte | Fassadenfragment der Wagenhalle und Verwaltungsgebäude, von Architekt Josef Franke (Backsteinexpressionismus) | 1926                           | 16.10.1987            | 142 (PDF; 1,3 MB) |
| Grillo-Gymnasium | Grillo-Gymnasium | Altstadt Hauptstraße 60 Karte | | 1909                           | 08.08.1986            | 30 (PDF; 1,3 MB)  |
| Kriegerdenkmal des TCG 1874 | Kriegerdenkmal des TCG 1874 | Altstadt Hauptstraße 60 Karte | Kriegerdenkmal am Grillo-Gymnasium | 1924                           | 03.07.1986            | 28 (PDF; 134 kB)  |
| Pfarrhaus Mariae Himmelfahrt s. auch Beethovenstraße 11 | Pfarrhaus Mariae Himmelfahrt s. auch Beethovenstraße 11 | Rotthausen Haydnstraße 16/18 Karte | | 1893–1894                      | 23.08.1993            | 280               |
| ehem. Hofanlage Lindemann | ehem. Hofanlage Lindemann | Beckhausen Hegemannsweg 97 Karte | | ab 1881                        | 05.04.2011            | 338 (PDF; 211 kB) |
| Studienseminar | Studienseminar | Resser Mark Herforder Straße 7 Karte | | 1954                           | 08.06.2000            | 311 (PDF; 2,4 MB) |
| „Bauhaus“-Villa | „Bauhaus“-Villa | Buer Hermann-Löns-Straße 6 Karte | Wohnhaus der Klassischen Moderne | 1927–1929                      | 15.04.1985            | 18 (PDF; 106 kB)  |
| Gebäude aus der Gründungsphase Resses | Gebäude aus der Gründungsphase Resses | Resse Hertener Straße 23 Karte | Beispiel des Historismus | 1896–1897                      | 30.10.1989            | 233 (PDF)         |
| Wohnhaus mit Ladeneinbau | Wohnhaus mit Ladeneinbau | Resse Hertener Straße 105 Karte | | 1840                           | 23.11.1988            | 195 (PDF)         |
| Gräberfeld und Denkmal (Unglück 23.08.1943) | Gräberfeld und Denkmal (Unglück 23.08.1943) | Rotthausen Hilgenboomstraße Karte | Denkmal für die Opfer des Grubenunglücks vom 23. August 1943 | 1943                           | 14.11.2003            | 323 (PDF; 198 kB) |
| Gräberfeld und Denkmal (Unglück 20.05.1950) | Gräberfeld und Denkmal (Unglück 20.05.1950) | Rotthausen Hilgenboomstraße Karte | Denkmal für die Opfer des Grubenunglücks vom 20. Mai 1950 | 1953                           | 14.11.2003            | 324 (PDF; 310 kB) |
| Gräberfeld und Denkmal (Unglück 03.08.1955) | Gräberfeld und Denkmal (Unglück 03.08.1955) | Rotthausen Hilgenboomstraße Karte | Denkmal für die Opfer des Grubenunglücks vom 3. August 1955 | 1955                           | 14.11.2003            | 325 (PDF; 498 kB) |
| Fassaden des ehem. Kaufhauses Weiser | Fassaden des ehem. Kaufhauses Weiser | Buer Hochstraße 2/4 Karte | | 1927                           | 27.08.1987            | 128 (PDF; 953 kB) |
| Fassaden des ehem. Kaufhauses Weiser | Fassaden des ehem. Kaufhauses Weiser | Buer Hochstraße 7 Karte | | 1927                           | 27.08.1987            | 129 (PDF; 2,0 MB) |
| weitere Bilder | Kath. Pfarrkirche St. Urbanus | Buer Hochstraße 37a Karte | | 1891–1893                      | 03.08.1992            | 261 (PDF; 187 kB) |
| Fassaden des Kaufhauses Karstadt | Fassaden des Kaufhauses Karstadt | Buer Hochstraße 40–44 Karte | | 1912 1928                      | 02.08.1989            | 224 (PDF; 1,9 MB) |
| repräs. Wohn-/Geschäftshaus aus der Jahrhundertwende | repräs. Wohn-/Geschäftshaus aus der Jahrhundertwende | Buer Hochstraße 48 Karte | | 1906                           | 22.03.1988            | 157 (PDF; 1,5 MB) |
| Dokument für die Wohnverhältnisse Anfang des 20. Jh. | Dokument für die Wohnverhältnisse Anfang des 20. Jh. | Buer Hochstraße 50 Karte | Wohn- und Geschäftshaus | 1904                           | 24.05.1988            | 168 (PDF; 471 kB) |
| städtebaul. Zusammenhang mit angrenzenden Baudenkmälern | städtebaul. Zusammenhang mit angrenzenden Baudenkmälern | Buer Hochstraße 52 Karte | Wohn- und Geschäftshaus | 1898                           | 24.05.1988            | 169 (PDF; 1,5 MB) |
| erbaut als Wohnhaus und Steuerkasse für Stadt, Land und Reich                                                                                                  | erbaut als Wohnhaus und Steuerkasse für Stadt, Land und Reich                                                                                                  | Buer Hochstraße 66 Karte | Wohn- und Geschäftshaus | 1897                           | 24.11.1987            | 147 (PDF; 1,1 MB) |
| ehem. Bürgermeister-Villa | ehem. Bürgermeister-Villa | Buer Hochstraße 68 Karte | Wohn- und Geschäftshaus | 1876                           | 02.07.1986            | 27 (PDF; 1,2 MB)  |
| Alma-Schule | Alma-Schule | Ückendorf Hohenfriedberger Straße 2 Karte | | 1909–1910                      | 14.04.1987            | 114 (PDF)         |
| ehem. Wilmshof | ehem. Wilmshof | Bulmke-Hüllen Hohenstaufenallee 2 Karte | | 1807                           | 03.03.1986            | 22 (PDF)          |
| weitere Bilder | Schalthaus, Bunkeranlage, zwei Torhäuser ehem. Schalker Verein                                                                                                 | Bulmke-Hüllen Hohenzollernstraße / zwischen Wanner Straße 166/168 und 180 Karte | ⊙ | 1923 1928 1930                 | 13.07.2005            | 333 (PDF; 154 kB) |
| Polizeipräsidium | Polizeipräsidium | Buer Hölscherstraße 3 / Rathausplatz 4 Karte | ⊙ | 1926–1927                      | 14.09.1984            | 10 (PDF; 993 kB)  |
| weitere Bilder | Gemeindezentrum m. kath. St.-Thomas-Morus-Kirche, Saal, Gruppenräume u. a.                                                                                     | Ückendorf Holtkamp 40 Karte | | 1964–1966                      | 06.07.2004            | 329 (PDF)         |
| ehem. Bergarbeitersiedlung Zeche Dahlbusch | ehem. Bergarbeitersiedlung Zeche Dahlbusch | Feldmark Hördeweg 45-60, 62, 64 / Am Eichenbusch 1–16 Karte | | 1873 1882                      | 30.03.1987            | 96 (PDF; 316 kB)  |
| Wohn- und Geschäftshaus mit Kino (Ergänzung: Innenstrukturen, wandfeste Ausstattung der Bauzeit)                                                               | Wohn- und Geschäftshaus mit Kino (Ergänzung: Innenstrukturen, wandfeste Ausstattung der Bauzeit)                                                               | Buer Horster Straße 6 Karte | | 1927                           | 23.11.1988 02.09.2008 | 194 (PDF; 395 kB) |
| weitere Bilder | Städt. Museum Buer | Buer Horster Straße 7 Karte | Ehem. Wohnhaus, seit 1957 als Kunstausstellungsraum genutzt, heute Teil einer größeren Museumsarchitektur. Das Museum heißt seit 2008 „Kunstmuseum Gelsenkirchen“. Der Eintritt ist frei. | 1893                           | 16.01.1985            | 14 (PDF; 1,1 MB)  |
| Fassaden des Wohn- und Geschäftshauses | Fassaden des Wohn- und Geschäftshauses | Buer Horster Straße 20 Karte | | 1858                           | 11.05.1988            | 164 (PDF; 774 kB) |
| „Bügeleisen“-Haus | „Bügeleisen“-Haus | Buer Horster Straße 22 Karte | Wohn- und Geschäftshaus | 1910                           | 28.04.1987            | 116 (PDF; 2,1 MB) |
| Wohn- und Geschäftshaus aus der Jahrhundertwende | Wohn- und Geschäftshaus aus der Jahrhundertwende | Buer Horster Straße 24 Karte | | 1898                           | 28.04.1987            | 117 (PDF; 662 kB) |
| Ev. Apostelkirche | Ev. Apostelkirche | Buer Horster Straße 35 Karte | | 1892–1893                      | 04.02.1987            | 87 (PDF; 1,4 MB)  |
| weitere Bilder | Kath. Pfarrkirche St. Ludgerus | Buer Horster Straße 122 Karte | | 1915                           | 20.07.1992            | 263 (PDF; 158 kB) |
| Fassaden und Dach | Fassaden und Dach | Buer Horster Straße 130 Karte | | 1924                           | 16.03.1995            | 290 (PDF; 1,0 MB) |
| ehem. Bergwerks-Direktorenwohnhaus | ehem. Bergwerks-Direktorenwohnhaus | Buer Horster Straße 163 Karte | | 1890                           | 23.05.1989            | 223 (PDF; 815 kB) |
| ehem. Beamten-Doppelwohnhaus der Zeche Hugo mit ehemaligem Stallgebäude                                                                                        | ehem. Beamten-Doppelwohnhaus der Zeche Hugo mit ehemaligem Stallgebäude                                                                                        | Buer Horster Straße 165, 167 Karte | | 1911                           | 24.04.1990            | 246 (PDF; 645 kB) |
| ehem. Bergarbeiterwohnhaus | ehem. Bergarbeiterwohnhaus | Buer Horster Straße 169 Karte | | 1890                           | 08.08.1986            | 36 (PDF; 608 kB)  |
| ehem. Bergarbeiterwohnhaus | ehem. Bergarbeiterwohnhaus | Buer Horster Straße 171 Karte | | 1890                           | 08.08.1986            | 37 (PDF; 706 kB)  |
| ehem. Wohnhaus des Direktors der Zeche Hugo I | ehem. Wohnhaus des Direktors der Zeche Hugo I | Buer Horster Straße 192 Karte | | 1887                           | 02.11.1987            | 144 (PDF; 788 kB) |
| ehem. Kasino der Zeche Hugo I mit Einfriedung | ehem. Kasino der Zeche Hugo I mit Einfriedung | Buer Horster Straße 196–198 Karte | | 1888–1890                      | 08.01.1986            | 32 (PDF; 611 kB)  |
| weitere Bilder | ehem. Markenkontrollgebäude der Zeche Hugo I mit Einfriedung                                                                                                   | Buer Horster Straße 200 Karte | | 1908                           | 08.08.1986            | 35 (PDF)          |
| ehem. Arbeitersiedlung der Zeche Hugo | ehem. Arbeitersiedlung der Zeche Hugo | Buer Hugostraße 11–41 (ungerade) Karte | | 1890–1900                      | 30.10.1989            | 232 (PDF; 4,6 MB) |
| ehem. Lohmühle (Wassermühle) | ehem. Lohmühle (Wassermühle) | Buer Hugostraße 64a Karte | | Anfang des 19. Jahrhunderts    | 23.11.1988            | 193 (PDF; 691 kB) |
| bürgerl. Baukunst vor Ausbruch des Ersten Weltkrieges | bürgerl. Baukunst vor Ausbruch des Ersten Weltkrieges | Altstadt Husemannstraße 41 Karte | Wohn- und Geschäftshaus von Architekt Josef Franke | 1911                           | 31.03.1988            | 160 (PDF; 951 kB) |
| bürgerl. Baukunst vor Ausbruch des Ersten Weltkrieges | bürgerl. Baukunst vor Ausbruch des Ersten Weltkrieges | Altstadt Husemannstraße 43 Karte | Wohn- und Geschäftshaus | 1912                           | 31.03.1988            | 161 (PDF; 483 kB) |
| weitere Bilder | Ehem. Damenstift „Aloysianum“ (1. Höhere Schule Gelsenkirchens)                                                                                                | Altstadt Husemannstraße 52 Karte | | 1895                           | 07.07.1987            | 123 (PDF)         |
| weitere Bilder | Sozialamt | Altstadt Husemannstraße 69 / Zeppelinallee 4 Karte | | 1939–1945                      | 23.11.1988            | 197 (PDF; 535 kB) |
| Bauen des Bürgertums im 1. Viertel des 20. Jahrhunderts | Bauen des Bürgertums im 1. Viertel des 20. Jahrhunderts | Altstadt Husemannstraße 71 Karte | bürgerliches Zeilenwohnhaus | 1907                           | 16.10.1986            | 55 (PDF; 3,7 MB)  |
| äußere zur Straße wirksamen Dimensionen und Fassaden | äußere zur Straße wirksamen Dimensionen und Fassaden | Altstadt Husemannstraße 73 (Ensemble) Karte | bürgerliches Zeilenwohnhaus von Architekt Josef Franke | 1908–1909                      | 16.10.1986            | 56 (PDF)          |
| Bauen des Bürgertums im 1. Viertel des 20. Jahrhunderts | Bauen des Bürgertums im 1. Viertel des 20. Jahrhunderts | Altstadt Husemannstraße 75 (Ensemble) Karte | bürgerliches Zeilenwohnhaus von Architekt Josef Franke | 1921–1923                      | 16.10.1986            | 57 (PDF; 2,4 MB)  |
| Wohnbauten aus der Zeit zu Beginn der Industrialisierung | Wohnbauten aus der Zeit zu Beginn der Industrialisierung | Ückendorf Hüssener Straße 11 Karte | | 1887                           | 28.11.1986            | 61 (PDF)          |
| Wohnbauten aus der Zeit zu Beginn der Industrialisierung | Wohnbauten aus der Zeit zu Beginn der Industrialisierung | Ückendorf Hüssener Straße 13 Karte | | 1887                           | 28.11.1986            | 62 (PDF)          |
| ehem. Arbeiterwohnhaus | ehem. Arbeiterwohnhaus | Ückendorf Hüssener Straße 14 Karte | | 1897                           | 05.07.1988            | 177 (PDF)         |
| ehem. Arbeiterwohnhaus | ehem. Arbeiterwohnhaus | Ückendorf Hüssener Straße 16 Karte | | 1897                           | 05.07.1988            | 178 (PDF; 130 kB) |
| Wohnhaus kurz nach der Jahrhundertwende – Fassaden | Wohnhaus kurz nach der Jahrhundertwende – Fassaden | Bismarck Hüttweg 29 Karte | | 1903                           | 26.11.1987            | 149 (PDF; 469 kB) |
| Torhäuser des Hauptfriedhofs Buer und Zuwegung | Torhäuser des Hauptfriedhofs Buer und Zuwegung | Buer Immermannstraße 47/49 Karte | ⊙ | 1923                           | 12.02.1993            | 271 (PDF; 166 kB) |
| Ev. Kirche | Ev. Kirche | Heßler Jahnstraße 23 Karte | Evangelische Kirche Heßler, erbaut von Architekt Arno Eugen Fritsche | 1910–1911                      | 03.11.1993            | 286 (PDF)         |
| weitere Bilder | Ev. Auferstehungskirche | Neustadt Josefstraße 22 Karte | Erbaut von Architekt Arno Eugen Fritsche | 1910–1911                      | 05.09.1986            | 41 (PDF; 3,1 MB)  |
| Wiehagen-Schule | Wiehagen-Schule | Neustadt Josefstraße 26/28 Karte | | 1900 1908                      | 26.10.1987            | 143 (PDF; 175 kB) |
| bürgerl. Wohnbebauung kurz nach der Jahrhundertwende | bürgerl. Wohnbebauung kurz nach der Jahrhundertwende | Neustadt Josefstraße 31 Karte | | 1906                           | 27.12.1988            | 208 (PDF; 104 kB) |
| weitere Bilder | Haus Leithe | Neustadt Junkerweg 30 Karte | | 1565 1753                      | 06.05.1986            | 24 (PDF; 2,8 MB)  |
| ehem. Villa, jetzt Jugendheim | ehem. Villa, jetzt Jugendheim | Heßler Kanzlerstraße 23 Karte | frühere Villa des Gutsbesitzers Ernst Schalke | 1898                           | 24.09.1987            | 132 (PDF)         |
| Wohnhausgruppe | Wohnhausgruppe | Feldmark Karolinenstraße 13 Karte | | 1906                           | 22.07.1992            | 264 (PDF; 274 kB) |
| Wohnhausgruppe | Wohnhausgruppe | Feldmark Karolinenstraße 15 Karte | | 1905                           | 22.07.1992            | 265 (PDF)         |
| Wohnhausgruppe | Wohnhausgruppe | Feldmark Karolinenstraße 16 Karte | | 1908                           | 22.07.1992            | 266 (PDF)         |
| Wohnhausgruppe | Wohnhausgruppe | Feldmark Karolinenstraße 17 Karte | | 1905                           | 22.07.1992            | 267 (PDF)         |
| Wohnhausgruppe | Wohnhausgruppe | Feldmark Karolinenstraße 18 Karte | | 1905–1906                      | 22.07.1992            | 268 (PDF)         |
| Wohnhausgruppe | Wohnhausgruppe | Feldmark Karolinenstraße 20 Karte | | 1906                           | 22.07.1992            | 269 (PDF)         |
| weitere Bilder | Theatergebäude „Musiktheater“ | Schalke Kennedyplatz 1 Karte | | 1957–1959                      | 16.12.1997            | 296 (PDF; 1,1 MB) |
| Ehem. Knappschaftskrankenhaus | Ehem. Knappschaftskrankenhaus | Ückendorf Knappschaftsstraße 5 Karte | | 1903–1905                      | 05.10.1987            | 137 (PDF; 223 kB) |
| Fassaden und Treppenhäuser mehrerer Gebäude | Fassaden und Treppenhäuser mehrerer Gebäude | Ückendorf Knappschaftsstraße 15, 17, 19, 21, 25 / Virchowstraße 29–35 (ungerade) Karte | | 1910–1911                      | 17.03.1988            | 156 (PDF)         |
| ehem. „Tewes-Hof“ | ehem. „Tewes-Hof“ | Scholven Koesfeld 5 Karte | | 1. Hälfte des 19. Jahrhunderts | 31.05.1985            | 20 (PDF)          |
| weitere Bilder | Ev. Friedenskirche | Schalke Königsberger Straße 122 Karte | | 1957                           | 16.04.1992            | 262 (PDF)         |
| Hauptpost Buer | Hauptpost Buer | Buer Königswiese 1 Karte | Hauptpostgebäude im Stil des Backsteinexpressionismus | 1927                           | 22.02.1993            | 272 (PDF; 1,6 MB) |
| ehem. Beamtenwohnhaus | ehem. Beamtenwohnhaus | Ückendorf Krahwinkel 17/17a Karte | | 1902                           | 07.03.1989            | 214 (PDF)         |
| Zeugnis einer wichtigen Phase der Baugeschichte Gelsenkirchens um die Jahrhundertwende                                                                         | Zeugnis einer wichtigen Phase der Baugeschichte Gelsenkirchens um die Jahrhundertwende                                                                         | Feldmark Küppersbuschstraße 6 Karte | Wohnhaus | 1900                           | 29.05.1987            | 120 (PDF)         |
| Ehem. Verwaltungsgebäude Thyssen-Draht | Ehem. Verwaltungsgebäude Thyssen-Draht | Schalke-Nord Kurt-Schumacher-Straße 100 Karte | errichtet als Verwaltungsgebäude des Drahtwerks der Hüttenwerke Oberhausen AG (später Thyssen-Draht) | 1952                           | 10.05.1994            | 288 (PDF)         |
| Halle der ehem. Drahtseilfabrik Thyssen | Halle der ehem. Drahtseilfabrik Thyssen | Schalke-Nord Kurt-Schumacher-Straße 100 Karte | urspr. Drahtseilfabrik Boecker & Co. (später Thyssen Draht) | 1915                           | 14.02.2008            | 336 (PDF)         |
| weitere Bilder | Gasanstalt (ehem. Kokerei Rheinelbe) | Ückendorf Leithestraße Karte | | 1880–1890                      | 29.05.1987            | 118 (PDF)         |
| Gemeinschaftsgrundschule mit Hausmeisterwohnhaus | Gemeinschaftsgrundschule mit Hausmeisterwohnhaus | Bismarck Lenaustraße 5 Karte | | 1898                           | 30.07.1987            | 125 (PDF; 545 kB) |
| ehem. Bauernhof „Grothof“ | ehem. Bauernhof „Grothof“ | Buer Löchter 8 Karte | | 1783                           | 20.07.1988            | 173 (PDF; 2,4 MB) |
| weitere Bilder | Haus Lüttinghof | Hassel Lüttinghofallee 3 Karte | | 15. Jahrhundert                | 04.02.1987            | 86 (PDF; 160 kB)  |
| weitere Bilder | Kriegerdenkmal vor dem Sozialamt | Altstadt Machensplatz Karte | | 1934                           | 19.07.1993            | 278 (PDF; 1,1 MB) |
| ehem. Arztwohnhaus | ehem. Arztwohnhaus | Buer Maelostraße 5 Karte | | 1903                           | 15.12.1989            | 234 (PDF)         |
| Kath. Pfarrkirche Hl. Dreifaltigkeit mit Pfarrhaus | Kath. Pfarrkirche Hl. Dreifaltigkeit mit Pfarrhaus | Bismarck Magdalenenstraße 47 Karte | von Architekt Josef Franke | 1924–1926                      | 23.08.1993            | 281 (PDF; 555 kB) |
| Wohnhaus mit Gaststätte | Wohnhaus mit Gaststätte | Buer Marienstraße 6 Karte | | Mitte des 19. Jahrhunderts     | 22.03.1988            | 158 (PDF)         |
| Fassade | Fassade | Ückendorf Markgrafenstraße 1/1a (Ensemble) Karte | Wohnhausgruppe, Architekt Karl Dinkler | 1906                           | 24.03.1987            | 97 (PDF)          |
| Fassade | Fassade | Ückendorf Markgrafenstraße 3/3a (Ensemble) Karte | Wohnhausgruppe, Architekt Josef Franke | 1904–1905 um 1909 verändert    | 24.03.1987            | 98 (PDF)          |
| Fassade | Fassade | Ückendorf Markgrafenstraße 4 (Ensemble) Karte | | 1905                           | 24.03.1987            | 99 (PDF; 112 kB)  |
| Fassade | Fassade | Ückendorf Markgrafenstraße 7 (Ensemble) Karte | | 1902–1903                      | 20.07.1987            | 100 (PDF)         |
| Fassade | Fassade | Ückendorf Markgrafenstraße 8 (Ensemble) Karte | | 1902                           | 24.03.1987            | 101 (PDF; 374 kB) |
| Fassade | Fassade | Ückendorf Markgrafenstraße 9 (Ensemble) Karte | | 1902                           | 24.03.1987            | 102 (PDF)         |
| Fassade | Fassade | Ückendorf Markgrafenstraße 10 (Ensemble) Karte | | 1923–1924                      | 24.03.1987            | 103 (PDF)         |
| Fassade | Fassade | Ückendorf Markgrafenstraße 15 (Ensemble) Karte | | 1923–1924                      | 24.03.1987            | 104 (PDF)         |
| Fassade | Fassade | Ückendorf Markgrafenstraße 17 (Ensemble) Karte | | 1923–1924                      | 24.03.1987            | 105 (PDF)         |
| weitere Bilder | Eingangsbereich der ehem. Kokerei Hassel (Verwaltungs-, Kauen- und Laborgebäude mit Wandrelief „Prometheus“, Fahrradhalle und Schlauchturm)                    | Hassel Marler Straße 100, 102 Karte | | 1953                           | 28.09.2001            | 318 (PDF; 3,2 MB) |
| BW | Doppelwohnhaus | Hassel Meisterweg 1, 1a Karte | | 1911                           | 04.05.2020            | 350 (PDF; 169 kB) |
| Haus Leythe | Haus Leythe | Erle Middelicher Straße 72 Karte | | 18. Jahrhundert                | 28.10.1983 20.07.1988 | 3 (PDF)           |
| Bestandteil einer ehem. kleinen Hofanlage | Bestandteil einer ehem. kleinen Hofanlage | Resse Middelicher Straße 150 Karte | | 1. Hälfte des 19. Jahrhunderts | 16.01.1985            | 16 (PDF; 181 kB)  |
| weitere Bilder | bürgerl. Architektur aus der Gründungsphase Alt-GEs | Altstadt Munckelstraße 20 Karte | Architektur des Historismus | 1893                           | 30.01.1987            | 85 (PDF; 687 kB)  |
| Fassade | Fassade | Ückendorf Munscheidstraße 9 Karte | Wohnhaus | 1906                           | 25.09.1987            | 133 (PDF; 2,2 MB) |
| Fassade | Fassade | Ückendorf Munscheidstraße 11a Karte | Wohnhaus | 1906                           | 25.09.1987            | 134 (PDF; 195 kB) |
| bürgerl. Wohn-/Geschäftshaus kurz vor der Jh.wende | bürgerl. Wohn-/Geschäftshaus kurz vor der Jh.wende | Neustadt Neustadtplatz 2 Karte | | 1895                           | 30.12.1988            | 204 (PDF; 1,1 MB) |
| bürgerl. Eckwohnhaus um die Jahrhundertwende | bürgerl. Eckwohnhaus um die Jahrhundertwende | Neustadt Neustadtplatz 6 Karte | früher Moltkeplatz 6, 1942 Judenhaus | 1907                           | 30.01.1989            | 205 (PDF)         |
| Schulgebäude mit ehem. Hausmeisterwohnhaus | Schulgebäude mit ehem. Hausmeisterwohnhaus | Erle Neustraße 7, 9 Karte | ⊙ | 1897–1898                      | 08.06.2000            | 312 (PDF)         |
| städtischer Kindergarten | städtischer Kindergarten | Buer Niefeldstraße 18 a Karte | | 1911–1912                      | 19.11.2002            | 320 (PDF; 151 kB) |
| villenähnliches Wohnhaus | villenähnliches Wohnhaus | Buer Nienhofstraße 18 Karte | | 1915                           | 06.03.1992            | 255 (PDF)         |
| ehem. Tierarzt-Wohnhaus | ehem. Tierarzt-Wohnhaus | Buer Nienhofstraße 25 Karte | | 1929                           | 06.03.1992            | 256 (PDF; 966 kB) |
| Einfamilienhaus mit angegliederter Garage | Einfamilienhaus mit angegliederter Garage | Ückendorf Niermannsweg 11 Karte | | 1955–1956                      | 29.07.1997            | 300 (PDF; 145 kB) |
| weitere Bilder | Übertagebauten der ehem. Zeche Nordstern I/II | Horst Nordsternplatz 1 Karte | | 1920–1960                      | 20.02.1995            | 291 (PDF; 109 kB) |
| bürgerl. Einfamilienhaus aus der Zeit der industriellen Blüte                                                                                                  | bürgerl. Einfamilienhaus aus der Zeit der industriellen Blüte                                                                                                  | Buer Ophofstraße 33 Karte | | 1898                           | 25.08.1989            | 229 (PDF; 342 kB) |
| ehem. Bootshaus mit Stadtwald und ehem. Emil-Zimmermann-Heim                                                                                                   | ehem. Bootshaus mit Stadtwald und ehem. Emil-Zimmermann-Heim                                                                                                   | Buer Ortbeckstraße 59 (siehe auch Ressestraße 40) Karte | ⊙ | 1924 1951                      | 26.10.1999 01.10.2001 | 308 (PDF; 163 kB) |
| ältester jüdischer Friedhof im Stadtgebiet | ältester jüdischer Friedhof im Stadtgebiet | Bulmke-Hüllen Oskarstraße / Wanner Straße Karte | | 1874                           | 16.03.1995            | 293 (PDF)         |
| ehem. preußische Normalschule mit rückwärtiger Mauer und Toilettenhaus                                                                                         | ehem. preußische Normalschule mit rückwärtiger Mauer und Toilettenhaus                                                                                         | Ückendorf Parkstraße 3 Karte | | 1899                           | 04.06.1993            | 277 (PDF; 112 kB) |
| Wohnhaus der Jahrhundertwende | Wohnhaus der Jahrhundertwende | Ückendorf Parkstraße 12 Karte | | 1901                           | 06.10.1987            | 138 (PDF)         |
| bürgerl.-repräsent. Wohnhaus der Jahrhundertwende | bürgerl.-repräsent. Wohnhaus der Jahrhundertwende | Ückendorf Parkstraße 14 Karte | | 1901                           | 21.01.1987            | 81 (PDF)          |
| Wohnhaus mit Doppelgarage | Wohnhaus mit Doppelgarage | Ückendorf Parkstraße 24 Karte | ⊙ | 1954–1955                      | 29.07.1997            | 299 (PDF)         |
| Direktorenvilla für die AG Wasserwerk für das nördliche westfälische Kohlenrevier                                                                              | Direktorenvilla für die AG Wasserwerk für das nördliche westfälische Kohlenrevier                                                                              | Ückendorf Parkstraße 25 Karte | von Architekt Josef Franke | 1911                           | 21.04.1992            | 257 (PDF)         |
| Direktorenvilla für die AG Wasserwerk für das nördliche westfälische Kohlenrevier                                                                              | Direktorenvilla für die AG Wasserwerk für das nördliche westfälische Kohlenrevier                                                                              | Ückendorf Parkstraße 27 Karte | von Architekt Josef Franke | 1911                           | 21.04.1992            | 258 (PDF)         |
| Evang. Pauluskirche (mit Ausstattung, Vorplatz und Mauer mit Treppe)                                                                                           | Evang. Pauluskirche (mit Ausstattung, Vorplatz und Mauer mit Treppe)                                                                                           | Bulmke-Hüllen Pauluskirchplatz 1 Karte | Architekt Otto Prinz (vermutlich) | 1955–1959                      | 08.04.2005            | 330 (PDF)         |
| ehem. Schule mit Hausmeisterwohnhaus | ehem. Schule mit Hausmeisterwohnhaus | Bismarck Paulstraße 4 Karte | | 1898                           | 30.07.1987            | 126 (PDF; 1,4 MB) |
| Kath. Pfarrkirche St. Theresia | Kath. Pfarrkirche St. Theresia | Hassel Polsumer Straße 104 Karte | errichtet nach Entwürfen des Architekten Karl Band, 2007 geschlossen | 1958–1960                      | 08.01.1999            | 306 (PDF)         |
| Finanzamt GE-Nord | Finanzamt GE-Nord | Buer Rathausplatz 1 Karte | erbaut 1925 als Finanzamt Buer, dann Finanzamt Gelsenkirchen-Nord, zum 1. Mai 2015 aufgelöst, steht seitdem leer; Erdgeschossfassade zwischenzeitlich erheblich verändert | 1925                           | 15.10.1984            | 12 (PDF; 134 kB)  |
| ehem. Beamtenwohnhaus für den Bergbau | ehem. Beamtenwohnhaus für den Bergbau | Ückendorf Rheinelbestraße 62 / Virchowstraße 110 Karte | Dienstwohnung der Zeche Rheinelbe | 1903–1904                      | 09.07.1986            | 29 (PDF)          |
| Kaplanei Mariae Himmelfahrt s. auch Beethovenstraße 11 und Haydnstraße 16/18                                                                                   | Kaplanei Mariae Himmelfahrt s. auch Beethovenstraße 11 und Haydnstraße 16/18                                                                                   | Rotthausen Richard-Wagner-Straße 1 Karte | auzeit = 1893–1894 |                                | 23.08.1993            | 280               |
| weitere Bilder | bürgerl. Backsteinbaukunst der Zwischenkriegszeit | Altstadt Ringstraße 93 / Weberstraße 70–72 Karte | Wohn- und Geschäftshaus „Ring-Eck“, von Architekt Josef Franke (Backsteinexpressionismus) | 1927                           | 22.06.1988            | 172 (PDF)         |
| weitere Bilder | Wohnhaus Franke | Altstadt Robert-Koch-Straße 18 Karte | eigenes Wohnhaus des Architekten Josef Franke mit Architekturbüro | 1909                           | 25.03.1982            | 2 (PDF)           |
| weitere Bilder | ehem. „Schule im Mausepott“; jetzt Musikschule | Schalke Rolandstraße 3 Karte | | 1908                           | 06.01.1988            | 153 (PDF; 131 kB) |
| Winkelbungalow | Winkelbungalow | Buer Romanusstraße 15 Karte | | 1958                           | 25.08.1997            | 305 (PDF; 850 kB) |
| Gertrud-Bäumer-Realschule | Gertrud-Bäumer-Realschule | Altstadt Rotthauser Straße 2 / Zeppelinallee 1 Karte | von Stadtbaurat Max Arendt und Stadtbaumeister Ernst Bode | 1913–1914                      | 07.10.1987            | 140 (PDF)         |
| ehem. Rathauswappen der Stadt Gelsenkirchen | ehem. Rathauswappen der Stadt Gelsenkirchen | Altstadt Rotthauser Straße 2 / Zeppelinallee 1 (seit 28. Oktober 1998 – vorher Ahstraße 22) Karte | großformatige Darstellung des alten Stadtwappens von Gelsenkirchen (Fassadenschmuck des 1894 erbauten und 1970 abgerissenen Rathauses am Machensplatz) | 1894                           | 24.01.1989            | 210 (PDF)         |
| Ehem. Beamtenwohnhäuser | Ehem. Beamtenwohnhäuser | Horst Sandstraße 15/17 und 19/21 Karte | ⊙ | 1921–1922                      | 26.04.1994            | 287 (PDF)         |
| Wohnhaus mit Praxis | Wohnhaus mit Praxis | Altstadt Schultestraße 4 Karte | | 1912                           | 06.06.1988            | 171 (PDF; 603 kB) |
| bürgerliches Wohnhaus der Jahrhundertwende | bürgerliches Wohnhaus der Jahrhundertwende | Altstadt Schultestraße 10 Karte | | 1898                           | 21.10.1988            | 186 (PDF; 1,0 MB) |
| BW | Wohnhaus | Rotthausen Schulz-Briesen-Straße 9 / Terkampstraße 7 Karte | | 1914                           | 22.02.2019            | 347 (PDF; 844 kB) |
| Beamtenwohnhäuser der ehemaligen Bergwerksgesellschaft Hibernia (Zeche Zweckel)                                                                                | Beamtenwohnhäuser der ehemaligen Bergwerksgesellschaft Hibernia (Zeche Zweckel)                                                                                | Scholven Schwedenstraße 19–37 (ungerade) Karte | | 1912–1923                      | 18.05.1988            | 166 (PDF)         |
| Wohn- und Kanzleigebäude | Wohn- und Kanzleigebäude | Buer Springestraße 8 Karte | ehem. Wohnhaus des Rechtsanwalts Pöppinghaus mit Kanzleiräumen | 1911                           | 27.12.1988            | 206 (PDF; 1,4 MB) |
| Realschule | Realschule | Hassel St.-Michael-Straße 1 Karte | | 1911                           | 14.10.1993            | 284 (PDF)         |
| Evang. Kirche Rotthausen | Evang. Kirche Rotthausen | Rotthausen Steeler Straße 48 Karte | | 1896                           | 09.06.1987            | 119 (PDF)         |
| ehem. Direktorenvilla der Zeche Dahlbusch | ehem. Direktorenvilla der Zeche Dahlbusch | Rotthausen Steeler Straße 61 Karte | | 1882                           | 16.10.1986            | 51 (PDF)          |
| Kath. Pfarrkirche Liebfrauen | Kath. Pfarrkirche Liebfrauen | Neustadt Stolzestraße 1 Karte | | 1894                           | 05.09.1986            | 42 (PDF; 1,5 MB)  |
| ehem. Theodor-Fliedner-Schule | ehem. Theodor-Fliedner-Schule | Erle Surkampstraße 27/29 Karte | | 1959                           | 27.02.2001            | 315 (PDF)         |
| Evang. Thomaskirche mit Kindergarten und Pfarrhaus | Evang. Thomaskirche mit Kindergarten und Pfarrhaus | Erle Surkampstraße 31 Karte | ⊙ | 1963–1965                      | 14.11.2003            | 322 (PDF)         |
| weitere Bilder | Straßenbrücke über die Emscher | Horst Sutumer Brücke Karte | | 1908                           | 29.02.1988            | 155 (PDF; 248 kB) |
| ehem. Otte-Hof | ehem. Otte-Hof | Beckhausen Theodor-Otte-Straße 17a Karte | | 1798 1824                      | 10.10.1989            | 231 (PDF; 2,8 MB) |
| „Melchers-Hof“ | „Melchers-Hof“ | Beckhausen Theodor-Otte-Straße 42a Karte | | 1801                           | 07.08.1989            | 227 (PDF; 1,4 MB) |
| ehem. Beamtenwohnhaus | ehem. Beamtenwohnhaus | Buer Tossestraße 4 Karte | | 1927                           | 03.08.1989            | 226 (PDF; 230 kB) |
| Evang. Christus-Kirche | Evang. Christus-Kirche | Bismarck Trinenkamp 46 Karte | | 1899–1901                      | 18.11.1986            | 65 (PDF; 228 kB)  |
| Wohnhauszeile | Wohnhauszeile | Bismarck Trinenkamp 57–75 (ungerade) Karte | | vor 1930                       | 25.10.1988            | 189 (PDF; 1,3 MB) |
| weitere Bilder | Schloss Horst | Horst Turfstraße 21 Karte | | 1552–1578                      | 15.12.1983            | 5 (PDF)           |
| Mehrfamilienwohnhaus | Mehrfamilienwohnhaus | Ückendorf Ückendorfer Straße 68 Karte | erbaut nach 1900 | 1905–1906                      | 08.04.1987            | 111 (PDF)         |
| Evang. Nicolai-Kirche | Evang. Nicolai-Kirche | Ückendorf Ückendorfer Straße 106 Karte | | 1893–1894                      | 05.12.1986            | 68 (PDF)          |
| Kath. Pfarrkirche St. Josef mit Pfarrhaus | Kath. Pfarrkirche St. Josef mit Pfarrhaus | Ückendorf Ückendorfer Straße 124 Karte | | 1894–1896                      | 08.04.1987            | 110 (PDF)         |
| Werkhalle, Doppel-Malakowturm, Lüftergebäude, Direktorenvilla, Maschinenhalle der ehem. Zeche Holland                                                          | Werkhalle, Doppel-Malakowturm, Lüftergebäude, Direktorenvilla, Maschinenhalle der ehem. Zeche Holland                                                          | Ückendorf Ückendorfer Straße 237 Karte | | 1870–1927                      | 16.10.1986            | 52 (PDF; 4,2 MB)  |
| Eisenbahnbrücke | Eisenbahnbrücke | Ückendorf Ückendorfer Straße Karte | | 1910                           | 22.01.1991            | 252 (PDF)         |
| Fassaden des ehem. Direktorenwohnhauses der Glas- und Spiegelmanufaktur AG                                                                                     | Fassaden des ehem. Direktorenwohnhauses der Glas- und Spiegelmanufaktur AG                                                                                     | Schalke-Nord Uechtingstraße 1 Karte | | 1890, Umbau 1914               | 21.09.1987            | 130 (PDF)         |
| Ehem. Waschkaue der Zeche Graf Bismarck I/IV | Ehem. Waschkaue der Zeche Graf Bismarck I/IV | Schalke-Nord Uechtingstraße 75 Karte | jetzt Sozialwerk St. Georg | 1900                           | 23.02.1987            | 82 (PDF; 512 kB)  |
| Ehem. Waschkaue der Zeche Graf Bismarck, Schacht Emschermulde 2                                                                                                | Ehem. Waschkaue der Zeche Graf Bismarck, Schacht Emschermulde 2                                                                                                | Erle Ulrichstraße 4b Karte | | 1882–1884                      | 11.05.1988            | 165 (PDF)         |
| Kindergarten | Kindergarten | Buer Urnenfeldstraße 2 Karte | | 1923                           | 10.11.1988            | 192 (PDF; 1,6 MB) |
| ehem. Beamtenwohnhäuser | ehem. Beamtenwohnhäuser | Buer Urnenfeldstraße 15, 17, 19, 21 Karte | | 1914                           | 24.01.1990            | 238 (PDF)         |
| Wohnhaushälfte | Wohnhaushälfte | Buer Velsenstraße 16 Karte | | 1918–1919                      | 26.06.2019            | 348 (PDF; 328 kB) |
| Wohnhaushälfte | Wohnhaushälfte | Buer Velsenstraße 16a Karte | | 1918–1919                      | 26.06.2019            | 349 (PDF; 308 kB) |
| Wohnhaushälfte | Wohnhaushälfte | Buer Velsenstraße 18 Karte | | 1918–1919                      | 06.07.2018            | 344 (PDF; 365 kB) |
| Wohnhaushälfte | Wohnhaushälfte | Buer Velsenstraße 18a Karte | | 1918–1919                      | 06.07.2018            | 343 (PDF; 294 kB) |
| Einfamilienhaus mit Doppelgarage | Einfamilienhaus mit Doppelgarage | Horst Vogelsangstraße 10 Karte | ⊙ | 1956–1957                      | 29.07.1997            | 301 (PDF)         |
| Wohnhaus in geschlossener Bebauung | Wohnhaus in geschlossener Bebauung | Altstadt Von-der-Recke-Straße 3 Karte | Teil einer großbürgerlichen Hauszeile mit Einflüssen des Jugendstils und der Reformarchitektur, typische städtische Wohnhaus-Architektur um 1910 | 1910                           | 22.09.1986            | 44 (PDF; 675 kB)  |
| Wohnhaus in geschlossener Bebauung | Wohnhaus in geschlossener Bebauung | Altstadt Von-der-Recke-Straße 9 Karte | Teil einer großbürgerlichen Hauszeile mit Einflüssen des Jugendstils und der Reformarchitektur, typische städtische Wohnhaus-Architektur um 1910 | 1911                           | 22.09.1986            | 45 (PDF; 1,0 MB)  |
| Wohnhaus in geschlossener Bebauung | Wohnhaus in geschlossener Bebauung | Altstadt Von-der-Recke-Straße 11 Karte | Teil einer großbürgerlichen Hauszeile mit Einflüssen des Jugendstils und der Reformarchitektur, typische städtische Wohnhaus-Architektur um 1910 | 1911                           | 22.09.1986            | 46 (PDF; 702 kB)  |
| Wohnhaus in geschlossener Bebauung | Wohnhaus in geschlossener Bebauung | Altstadt Von-der-Recke-Straße 13 Karte | Teil einer großbürgerlichen Hauszeile mit Einflüssen des Jugendstils und der Reformarchitektur, typische städtische Wohnhaus-Architektur um 1910 | 1910                           | 22.09.1986            | 47 (PDF; 1,0 MB)  |
| Wohnhaus in geschlossener Bebauung | Wohnhaus in geschlossener Bebauung | Altstadt Von-der-Recke-Straße 15 Karte | Teil einer großbürgerlichen Hauszeile mit Einflüssen des Jugendstils und der Reformarchitektur, typische städtische Wohnhaus-Architektur um 1910 | 1910                           | 22.09.1986            | 48 (PDF; 1,1 MB)  |
| Wohnhaus in geschlossener Bebauung | Wohnhaus in geschlossener Bebauung | Altstadt Von-der-Recke-Straße 17 Karte | Teil einer großbürgerlichen Hauszeile mit Einflüssen des Jugendstils und der Reformarchitektur, typische städtische Wohnhaus-Architektur um 1910 | 1910                           | 22.09.1986            | 49 (PDF; 1,1 MB)  |
| Wohnhaus in geschlossener Bebauung | Wohnhaus in geschlossener Bebauung | Altstadt Von-der-Recke-Straße 19 Karte | Teil einer großbürgerlichen Hauszeile mit Einflüssen des Jugendstils und der Reformarchitektur, typische städtische Wohnhaus-Architektur um 1910 | 1912                           | 22.09.1986            | 50 (PDF; 661 kB)  |
| Wohnbebauung der späten 1920er Jahre | Wohnbebauung der späten 1920er Jahre | Bulmke-Hüllen Wanner Straße 22 Karte | | 1928                           | 26.01.1989            | 212 (PDF)         |
| Wohnbebauung der späten 1920er Jahre | Wohnbebauung der späten 1920er Jahre | Bulmke-Hüllen Wanner Straße 24 Karte | | 1928                           | 26.01.1989            | 211 (PDF)         |
| Wohnbebauung der späten 1920er Jahre | Wohnbebauung der späten 1920er Jahre | Bulmke-Hüllen Wanner Straße 26 Karte | | 1928                           | 26.01.1989            | 213 (PDF)         |
| Grundschule | Grundschule | Bulmke-Hüllen Wanner Straße 125 Karte | | 1907                           | 05.06.1990            | 247 (PDF; 175 kB) |
| evang. Stephanus-Kirche mit Turm, Kapelle u. a. | evang. Stephanus-Kirche mit Turm, Kapelle u. a. | Buer Westerholter Straße 92/94 Karte | Entwurf von Peter Grund (†), Ausführung durch Niels-Will Heinen | 1968–1970                      | 06.07.2004            | 327 (PDF; 2,3 MB) |
| Wohnhauszeile | Wohnhauszeile | Erle Wilhelmstraße 94–108 (gerade) Karte | | 1907–1908                      | 23.11.1988            | 196 (PDF; 1,3 MB) |
| Finanzamt Gelsenkirchen-Süd | Finanzamt Gelsenkirchen-Süd | Altstadt Wittekindstraße 18 / Zeppelinallee 9–13 Karte | Behörde wurde zum 1. Mai 2015 aufgelöst | 1928                           | 14.09.1984            | 9 (PDF)           |
| Kath. Pfarrkirche St. Laurentius mit Krypta, Kapelle, Turm, u. a.                                                                                              | Kath. Pfarrkirche St. Laurentius mit Krypta, Kapelle, Turm, u. a.                                                                                              | Horst Zum Bauverein 34 Karte | Architekt Wilhelm Seidensticker | 1953–1954                      | 06.07.2004            | 328 (PDF; 125 kB) |
| Fassaden der Wohnhausgruppe mit Hauseingangstüren | Fassaden der Wohnhausgruppe mit Hauseingangstüren | Horst Zum Bauverein 53–63 (ungerade) Karte | | 1929–1930                      | 05.03.1998            | 304 (PDF)         |
| Gefallenen-Ehrenmal am Buerschen Berg | Gefallenen-Ehrenmal am Buerschen Berg | Buer Zum Ehrenmal Karte | am Seeufer | 1933                           | 29.11.1991            | 253 (PDF)         |
| Einfamilienhaus mit Bürotrakt und angegliederter Garage | Einfamilienhaus mit Bürotrakt und angegliederter Garage | Buer Zum Ehrenmal 8 Karte | | 1953                           | 29.07.1997            | 295 (PDF)         |
| Wasserturm des ehemaligen Schlachthofs (Fleischwarenfabrik Vestia)                                                                                             | Wasserturm des ehemaligen Schlachthofs (Fleischwarenfabrik Vestia)                                                                                             | Buer Zum Vestiaturm 30 Karte | Fleischwarenfabrik stillgelegt | 1907–1908                      | 27.12.1988            | 203 (PDF; 1,5 MB) |

## Ehemalige Baudenkmäler
Nicht vergebene Nummer: 53, 54, 58, 77, 88, 89, 112, 113, 115, 146, 150 (s. u.), 167, 198 (s. u.), 201, 207, 245, 309

| Bild           | Bezeichnung                      | Lage                               | Beschreibung                                                 | Bauzeit   | Eingetragen seit | Denkmal- nummer |
| -------------- | -------------------------------- | ---------------------------------- | ------------------------------------------------------------ | --------- | ---------------- | --------------- |
| BW             | Schmiedeeisernes Tor             | Neustadt Bokermühlstraße 23 Karte  | nicht mehr vorhanden                                         | 1905      | 23.11.1988       | 198             |
| BW             | Gesundheitshaus (ehem. Lahrshof) | Bismarck Franziskusstraße 18 Karte | Abgerissen.                                                  | 1836      | 01.12.1987       | 150             |
| weitere Bilder | Siedlung Klapheckenhof           | Heßler Klapheckenhof 1–30 Karte    | Siedlung Klapheckenhof am Standort des ehem. Hofes Klaphecke | 1873–1885 | 30.09.1988       |                 |